# ORP Batory
Batory – kuter patrolowy Straży Granicznej II RP (SG), zwodowany 23 kwietnia 1932 w Stoczni Modlińskiej. Zwalczał przemyt morski. Został zmobilizowany do Marynarki Wojennej w czasie wojny obronnej 1939, jako ORP Batory. Wsławił się ucieczką 1 października 1939 z kapitulującego Helu do Szwecji, gdzie został internowany. Po wojnie rewindykowany, służył do 1957 w Wojskach Ochrony Pogranicza (WOP) pod nazwami Hel, 7 Listopada, Dzierżyński i KP-1. Po demobilizacji pływał po Wiśle i Zalewie Zegrzyńskim jako jednostka szkoleniowa Ligi Obrony Kraju (LOK). Od 1975 był okrętem-pomnikiem w porcie wojennym na Helu, a od roku 2009 jest eksponatem Muzeum Marynarki Wojennej w Gdyni. Jest najstarszym zachowanym okrętem polskiej konstrukcji i budowy.

## Projekt i budowa

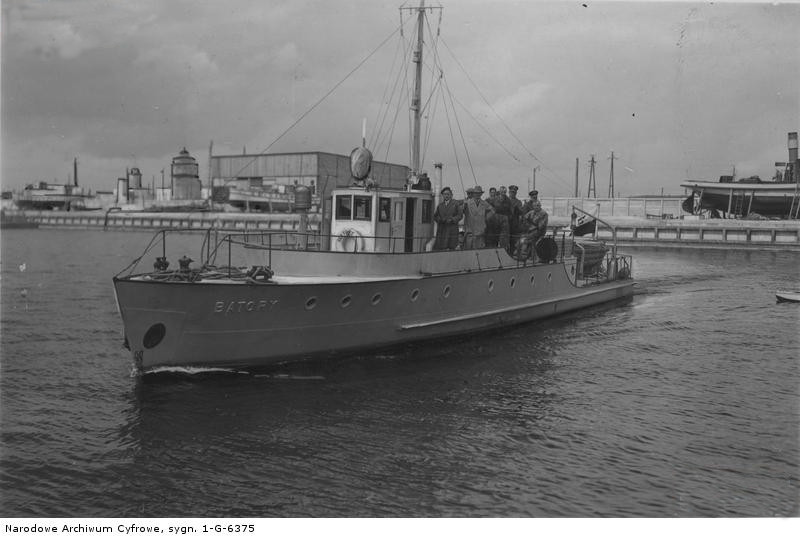
Kuter pościgowy Straży Granicznej „Batory” w Gdyni. Sylwetka przed przebudową (1932).

W 1930 Straż Graniczna podjęła decyzję o budowie nowoczesnych jednostek pływających dla potrzeb zwalczania przemytu: kutra pościgowego i trzech motorówek patrolowych. Komendant Straży Granicznej płk Jan Jur-Gorzechowski planował, że jednostka pościgowa zostanie wybudowana we współpracy ze stoczniami włoskimi, w oparciu o ich projekt. Przewidywano, że w Stoczni Modlińskiej powstanie kadłub, a Włosi go wyposażą. Gdy na decyzji brak było już tylko podpisu, Komenda Straży Granicznej poprosiła jeszcze inż. Aleksandra Potyrałę o zaopiniowanie projektu. W powstałej opinii autor zakwestionował dwie fundamentalne cechy włoskiego projektu: płaskodenny kadłub, niedostosowany do służby na Bałtyku w warunkach krótkiej, wysokiej fali oraz wybór napędu złożonego wyłącznie z dwóch silników benzynowych, bardzo nieekonomicznych przy prędkości patrolowej określonej przez SG na 12 węzłów. Powstała wówczas nowa koncepcja konstrukcyjna, opracowana przez inż. Aleksandra Potyrałę, która charakteryzowała się obłymi kształtami kadłuba o eksperymentalnej konstrukcji mieszanej stalowo-duraluminiowej, umożliwiająca jednostce wykonywanie zadań w każdych warunkach pogodowych. W razie konieczności elementy duraluminiowe miały zostać wymienione na stalowe w Stoczni Modlińskiej na jej koszt, a ewentualne zmniejszenie szybkości kutra nie mogło być podstawą do roszczeń ze strony SG. Napęd miał składać się z trzech silników: dwóch gaźnikowych na benzol, umożliwiających uzyskanie szybkości maksymalnej 25 węzłów i jednego wysokoprężnego, zapewniającego prędkość ekonomiczną 12 węzłów. Ostatecznie podjęto decyzję, że to ta koncepcja będzie podstawą projektu kutra pościgowego, który zostanie zbudowany w polskiej stoczni.
Jednostka została zaprojektowana przez inż. Aleksandra Potyrałę i zbudowana w Stoczni ModlińskiejPaństwowych Zakładów Inżynierii. Prace rozpoczęto pod koniec 1930. Budowa napotykała liczne trudności spowodowane stosowaniem nowej technologii budowy kadłuba ze stali i duraluminium oraz komplikacją układu napędowego złożonego z aż trzech silników o znacznej mocy i koniecznością jego rozmieszczenia w kadłubie o niewielkich rozmiarach. 23 kwietnia 1932 kuter zwodowano bocznie ze slipu, a 7 maja ukończono jego budowę. W pierwszych próbach nie udało się osiągnąć prędkości większej niż 23 węzły. Zaradzono temu, zmniejszając skok śrub silników pościgowych, co uzyskano w ten sposób, że dostawca, firma Theodor Zeise, przekuła ich łopatki. Według niektórych źródeł tę operację przeprowadzono dopiero przy remoncie w 1933, aby przywrócić jednostce poprzednią prędkość pościgową, która zmniejszyła się po wzroście wyporności i zanurzenia. Podczas ponowionych prób uzyskano 24,85 węzła, zgodne z umową dopuszczającą tolerancję 0,2 węzła od docelowej wartości 25 węzłów. Próbę szybkości wykonano na mili pomiarowej znajdującej się w okolicy Półwyspu Helskiego, bo pierwsze próby w porcie Gdyńskim spowodowały tak dużą falę, że kapitanat zabronił ich kontynuacji (osiągnięto podczas nich prędkość maksymalną 24,3 węzła).

## Konstrukcja
Elementy konstrukcji i wyposażenia jednostki podlegały pewnym zmianom w trakcie służby, w należytym jednak stopniu reprezentatywna jest jej konfiguracja z roku 1932, opisana poniżej.

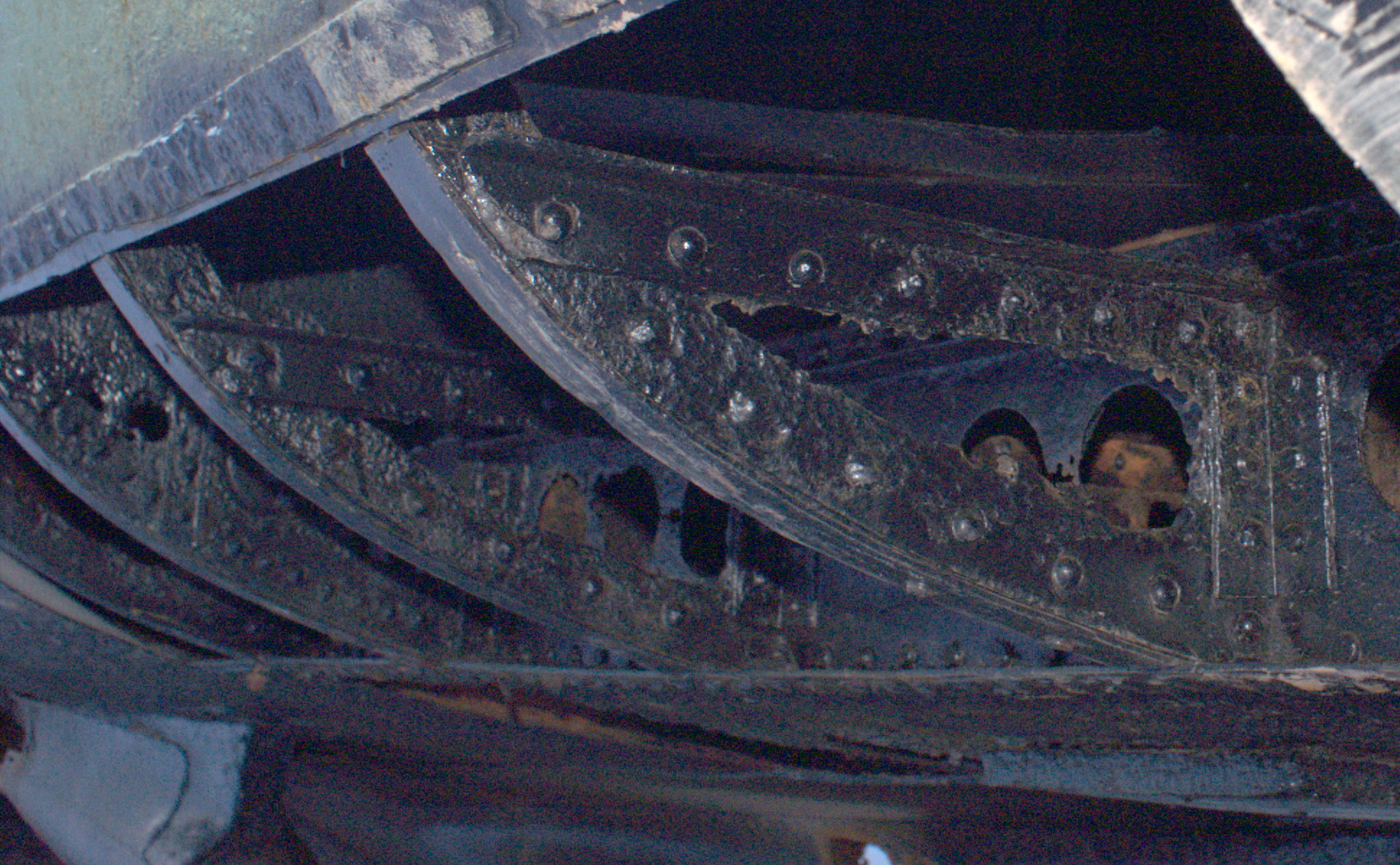

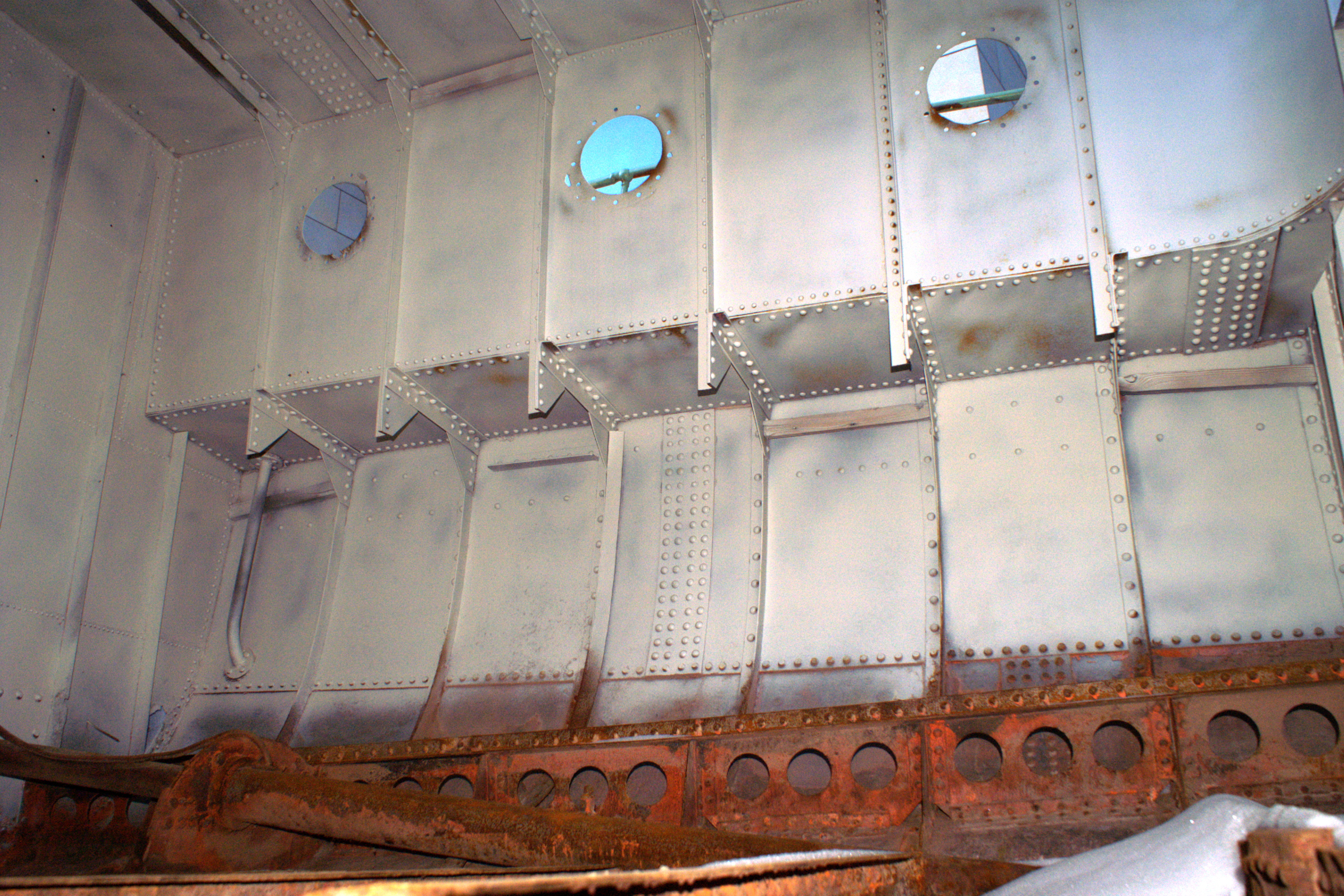

Kadłub został zaprojektowany w technologii mieszanej stalowo-duraluminiowej. Stępka i wręgi zostały wykonane z kształtowników stalowych. Pokład i wiązania wewnętrzne zrobiono z duraluminium. Na poszycie wykorzystano stalowe blachy ocynkowane, łączone nitami. Kształt kadłuba był obły z obniżonym pokładem rufowym. Długość konstrukcyjna wynosiła 23 m, natomiast długość całkowita 23,6 m (21,2 m). Szerokość maksymalna 3,6 m, a zanurzenie całkowite 1 m (1,1-1,35 m). Wyporność konstrukcyjna wynosiła 25 ton. Kadłub dzielił się na sześć przedziałów przedzielonych grodziami wodoszczelnymi. Główne pomieszczenia (od rufy) stanowiły kolejno: komora balastowa i magazynek bosmański, zapasowe zbiorniki paliwa, WC, pomieszczenie oficerskie, siłownia, główne zbiorniki paliwa, radiostacja, kuchnia i piec CO, akumulatornia, pomieszczenie dla załogi, zbiornik słodkiej wody i komora łańcuchowa. Niektóre źródła podają inną liczbę przedziałów wodoszczelnych i układ pomieszczeń lub ich kolejność.
Elementy układu napędowego stanowiły dwa dwunastocylindrowe, gaźnikowe silniki pościgowe Maybach na benzol o mocy po 550 KM przy 1600 obrotach na minutę, nawrotne, napędzające bezpośrednio wały śrubowe, ze sprzęgłami umożliwiającymi odłączenie śrub o stałym skoku firmy Theodor Zeise. Przy prędkości marszowej śruby silników pościgowych były odłączone od wałów i obracały się swobodnie, redukując opór. Silniki te były zasilane z dwóch zbiorników rozchodowych po 100 kg oraz 2 głównych po 600 kg, łącznie mieszczących 1400 kg paliwa. Silnikiem marszowym był sześciocylindrowy silnik wysokoprężny Maybach na olej gazowy o mocy 175 KM przy 1600 obrotach na minutę, nienawrotny, z przekładnią redukcyjną 2:1, napędzający śrubę nastawną Theodor Zeise. Przy prędkości pościgowej silnik marszowy ze śrubą nastawioną na duży skok wspomagał silniki pościgowe. Rozchodowy zbiornik paliwa mieścił 100 kg, dwa główne po 400 kg, łącznie 900 kg oleju gazowego. Szybkość maksymalna kutra wynosiła 24,3 lub 24,85 węzła, natomiast szybkość marszowa 11 lub 12 węzłów. Zużycie paliwa przez silniki pościgowe wynosiło 230 kg/h, co dawało zasięg ok. 145 mil morskich, a silnik marszowy zużywał 36,8 kg/h, co przekładało się na zasięg 264 mil morskich. Urządzenie sterowe składało się ze steru zrównoważonego o prostokątnym obrysie, sektora sterowego umieszczonego na pokładzie i sterociągów łańcuchowo-prętowo-linowych z amortyzatorami w postaci sprężyn.
W skład instalacji elektrycznej prądu stałego o napięciu 24 V wchodził silnik pomocniczy napędzający prądnicę (oraz dodatkowo pompę przeciwpożarową), a także bateria akumulatorów kwasowo-ołowiowych o pojemności 750 Ah. Odbiornikami prądu była radiostacja nadawczo-odbiorcza o zasięgu 200 km z anteną stałą rozpiętą między masztem a drzewcem bandery, reflektor Scintilla dający snop światła do 5 km umieszczony na dachu sterówki, lampa sygnalizacyjna, światła nawigacyjne i buczek. W skład wyposażenia ratowniczego jednostki wchodziły drewniana łódź roboczo-ratownicza z silnikiem o mocy 12 KM, cztery koła i kamizelki ratunkowe. Wyposażenie nawigacyjne stanowiły kompas magnetyczny sterowy, chronometr, przechyłomierz, log i sonda. Kuter posiadał dwie kotwice patentowe i kabestan kotwiczny.
„Batory” był uzbrojony w dwa ciężkie karabiny maszynowe Maxim wz. 08 kalibru 7,62 mm na trójnożnych, składanych podstawach morskich, po jednym na dziobie i rufie. Umożliwiały prowadzenie ognia do celów powietrznych i nawodnych. W części dziobowej znajdowało się wzmocnienie, pozwalające na zainstalowanie na pokładzie działka morskiego niewielkiego kalibru, do czego jednak nigdy nie doszło.
Łączny koszt kutra pościgowego i motorówek dla Straży Granicznej wyniósł około półtora miliona złotych.

## Przebieg służby

### Okres do wybuchu wojny

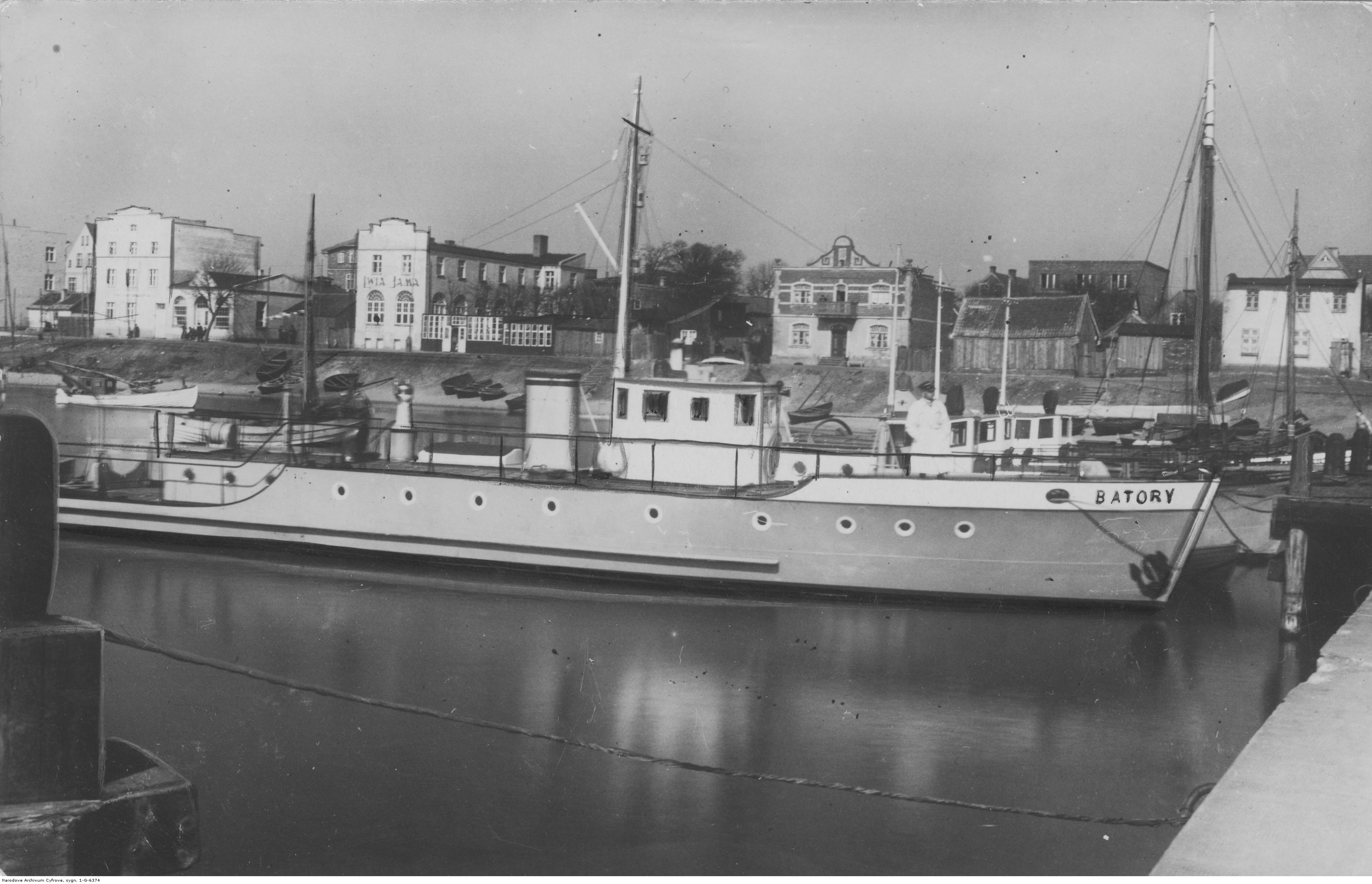
Kuter pościgowy Straży Granicznej „Batory” w porcie w Helu. Sylwetka po przebudowie (kwiecień 1934).

Gotową jednostkę po próbach odbiorczych wcielono 23 czerwca 1932 do utworzonej tegoż dnia Flotylli Straży Granicznej jako kuter pościgowy. W owym okresie formalnie był niewojennym statkiem państwowym i w czasie służby nosił na rufie banderę Polskiej Marynarki Handlowej, a na maszcie flagę z godłem Ministerstwa Skarbu w postaci żółtego symbolu laski Merkurego na białym tle. W nocy oznakowany był na służbie dwoma fioletowymi światłami na maszcie, ustawionymi pionowo nad sobą w odległości 1 metra.
„Batory” stacjonował w porcie rybackim na Helu i wychodził stamtąd na patrole, dozorując polskie wody terytorialne od strony pełnego morza. W lecie zwykle pływał nocą, a w dzień brał udział zwykle tylko w akcjach pościgowych i interwencyjnych.
Jego pierwsza załoga składała się z 9 funkcjonariuszy SG: komendantem kutra był przodownik SG Marcin Chmielewski, I motorzystą starszy przodownik SG Stanisław Borowik, II motorzystą starszy strażnik SG Józef Lis, radiotelegrafistą st. sierż. J. Koźnicki, sternikiem strażnik SG J. Kierzek, kwatermistrzem strażnik SG J. Stawiński, a pokładowymi strażnicy SG S. Trepała, J. Borzyński i P. Ziemian. W późniejszym okresie Stanisław Borowik awansował na kierownika maszyn, sternikiem został Stefan Stankiewicz, II sternikiem-sygnalistą August Biskupski, II motorzystą strażnik SG Roch Kaźmierczak, radiotelegrafistą kolejno Stanisław Lis i Władysław Skuła.
Niedługo po wcieleniu do służby jednostkę zaprezentowano prezydentowi RP Ignacemu Mościckiemu, który odbył nią przejażdżkę. W sierpniu 1936 inspekcję na „Batorym” przeprowadził prezes Rady Ministrów Felicjan Sławoj Składkowski, odznaczając Brązowym Krzyżem Zasługi członka załogi starszego przodownika Stanisława Borowika.
Przykładem współpracy Flotylli SG z Marynarką Wojenną była sytuacja z 1935, gdy „Batory” przewiózł z Helu do szpitala w Gdyni oficera marynarki, ciężko ranionego w trakcie ćwiczeń.
Ocenia się, że działania Flotylli SG, w tym „Batorego”, nie doprowadziły do likwidacji przemytu drogą morską, ale jednak ograniczyły jego rozmiar. Jednym z sukcesów kutra było zatrzymanie w 1936 motorówki „Margit”, szmuglującej kilka skrzyń pistoletów.
Zgodnie z przewidywaniami umowy, w 1933 przeprowadzono wymianę elementów wykonanych z duraluminium, które uległy korozji pod wpływem wody morskiej. Na stalowe wymieniono pokład, sterówkę i komin, który zyskał skośny kształt. Nie odtworzono półokrągłego falochronu chroniącego sterówkę i włazy, w zamian dodano stalowe nadburcie w części dziobowej, chroniące także urządzenia kotwiczne i cumownicze. Przy okazji wymieniono kabestan kotwiczny na ręczną windę kotwiczną. Wymieniono świetlik maszynowni i 7 włazów o prostokątnym obrysie na 6 owalnych o większym zrębie, a dziobowy zlikwidowano. Duraluminiowe elementy konstrukcyjne, które nie miały styku z wodą, pozostawiono, gdyż były w doskonałym stanie.
W efekcie przebudowy zanurzenie kutra wzrosło o 10 cm, a wyporność do 28 ton. Spadła prędkość jednostki, do maksymalnie 23 węzłów. Według niektórych źródeł, dopiero wówczas, dla przywrócenia poprzedniej prędkości maksymalnej, przekuto łopatki śrub silników pościgowych.
Do wyposażenia nawigacyjnego dodano kompas główny na pokładzie za świetlikiem maszynowym.

### II wojna światowa
Rozporządzenia Prezydenta Rzeczypospolitej z 23 grudnia 1927 o granicach państwa oraz z 22 marca 1928 o Straży Granicznej przewidywały, że w przypadku częściowej lub całkowitej mobilizacji Straż Graniczna miała stać się częścią sił zbrojnych. Na mocy tych przepisów kuter 24 sierpnia 1939, wraz z całą zmobilizowaną Flotyllą SG, został wcielony do Marynarki Wojennej pod nazwą ORP „Batory”. 1 września podporządkowany został dowódcy Rejonu Umocnionego Hel kmdr. Włodzimierzowi Steyerowi. W czasie kampanii wrześniowej był do 10 września wykorzystywany do przewożenia rannych (3 września wiózł rannych z 3. Szpitala Polowego Marynarki Wojennej w helskiej szkole do Gdyni, a którejś bliżej niesprecyzowanej nocy przywiózł na Hel rannych z oksywskiego szpitala w Babich Dołach). Poza tym brał udział w obronie przeciwlotniczej i spełniał dodatkowe zadania, jak na przykład udział w testach okrętu podwodnego ORP „Ryś” w dniu 7 września. Doznał on wskutek obrzucenia bombami głębinowymi uszkodzeń zbiorników paliwa i, po doraźnym zlikwidowaniu wycieku na Helu, wyszedł w morze razem z „Batorym”, którego zadaniem było sprawdzić, czy za okrętem podwodnym nie ciągnie się smuga paliwa, zdradzająca jego położenie. Od 10 września załoga walczyła na lądzie.
1 października, tuż przed kapitulacją Półwyspu Helskiego, okręt uzyskał zezwolenie na podjęcie próby przedarcia się do neutralnej Szwecji. Załogę w tym rejsie stanowili kpt. mar. Jerzy Milisiewicz, który objął dowództwo, kpt. mar. Konrad Sawicz-Korsak, kpt. mar. Eligiusz Ceceniowski, por. mar. Tadeusz Męczyński, por. mar. Alfons Górski, ppor. mar. Mieczysław Tarczyński, mat Alfred Chęciński, st. mar. Stanisław Kwiatkowski, st. mar. Henryk Pull, st. mar. Antoni Słomiński oraz mar. rezerwy Witold Hubert z Marynarki Wojennej, ponadto z etatowej załogi „Batorego” mat Roch Kaźmierczak, kapral SG Jan Gawlik i radiotelegrafista Stanisław Lis oraz dwóch cywilnych pracowników wojska: Kazimierz Sokołowski i Stanisław Nikiel. Po zatankowaniu paliwa przywiezionego przez por. Męczyńskiego, o 19.40 „Batory” minął wejście do helskiego portu. Zamiast obrać kurs wprost do Szwecji, skierował się najpierw na północny wschód, wzdłuż Mierzei Wiślanej, czyli w kierunku wrogiego terytorium. Trasa ta była słabiej patrolowana niż najkrótsza droga ucieczki z Helu do Szwecji. Dopiero po dwóch godzinach skierował się na północny zachód, w stronę Gotlandii. Po drodze załoga widziała dwukrotnie światła nawigacyjne niemieckich jednostek, ale „Batory” nie został zauważony. Potem zerwał się sztorm, w czasie którego nawigacja odbywała się wyłącznie na podstawie wyników sondowania głębokości. Po jego ustaniu, idąc już tylko na silniku Diesla, bo paliwo do silników pościgowych się skończyło, okręt zbliżył się do Gotlandii. Będąc już blisko celu, dostrzegł niemieckie awizo „Grille”, szybki i silnie uzbrojony okręt, przed którym nie zdołałby ani uciec, ani się obronić. Na szczęście zdołał wpłynąć na wody terytorialne neutralnej Szwecji, a niedaleko pojawił się szwedzki niszczyciel „Ragnar”. Pod jego eskortą po południu 2 października kuter dotarł do portu Klintehamn. Mimo przejściowego wejścia na kamienie i uszkodzenia śruby, o 15.30 „Batory”, nadal w asyście szwedzkiego okrętu wojennego, zacumował w porcie. Po 24 godzinach okręt i wojskowi członkowie załogi zostali internowani przez władze szwedzkie, natomiast cywile, rezerwiści i funkcjonariusze Straży Granicznej zwolnieni. Potem jednostka została przeprowadzona do Visby i poddana naprawie uszkodzeń. 1 listopada 1939 kuter został przeholowany do portu Vaxholm, gdzie przebywał do zakończenia wojny, stojąc przy burcie „Daru Pomorza”.

### Okres powojenny

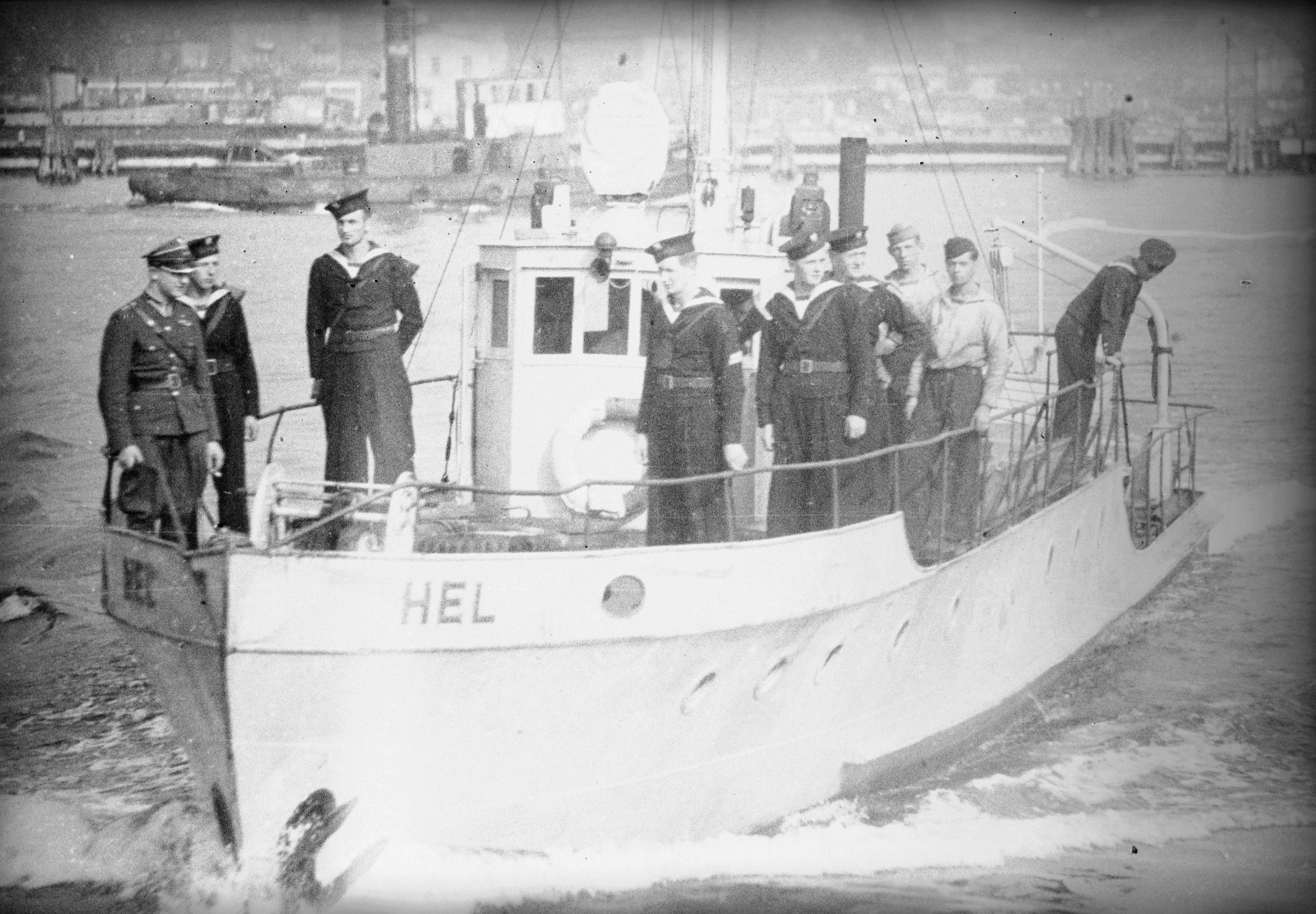
Port morski Gdynia. Kuter patrolowy Wojsk Ochrony Pogranicza ORP „Hel” (ex „Batory”) i marynarze Wojsk Ochrony Pogranicza (1947–1950).

„Batory” po wojnie został rewindykowany ze Szwecji i powrócił do kraju na holu 24 października 1945. Decyzja o holowaniu była konsekwencją złego stanu technicznego jednostki po 5 latach postoju. Po remoncie nadano mu nazwę ORP „Hel” i podporządkowano dowództwu Szczecińskiego Obszaru Nadmorskiego w Świnoujściu. W porównaniu do stanu przedwojennego zredukowano jego uzbrojenie do jednego karabinu maszynowego Maxim wz.1910 7,62 mm, na tylnym stanowisku. Wiosną 1947 został przekazany przez Marynarkę Wojenną Wojskom Ochrony Pogranicza. W sierpniu 1947 przekazany został Flotylli Ścigaczy 12. Gdańskiego Oddziału Wojsk Ochrony Pogranicza. Jego pierwszym dowódcą w WOP był bosman Władysław Andrzejewski.
W 1949 okręt zatrzymał na wodach polskich łowiący bez zezwolenia zachodnioniemiecki kuter rybacki, który następnie, po wydaleniu załogi z kraju, wcielono do służby w WOP pod oznaczeniem DP-53.

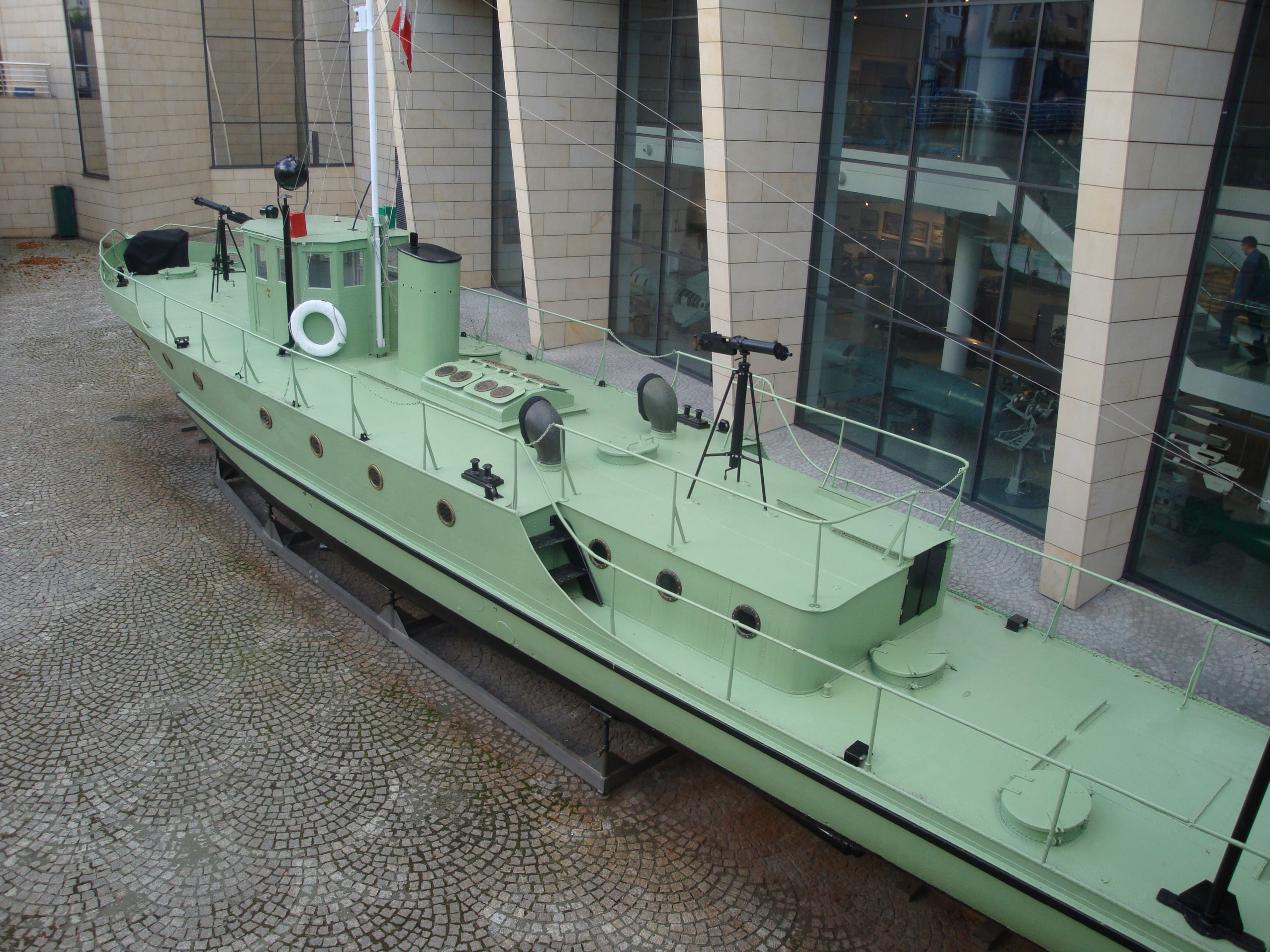
„Batory” w muzeum

W maju 1950 okręt zmienił nazwę na ORP „7 Listopada”, potem „Dzierżyński”, którą 1 czerwca 1951 (lub w 1953) zmieniono na oznaczenie KP-1 (od: kuter patrolowy). Służył we Flotylli Okrętów Pogranicza 16. Brygady WOP w Gdańsku Westerplatte.
Wiosną 1954 w ramach gruntownego remontu wymieniono zużyte silniki pościgowe Maybach na dwa znacznie słabsze silniki Škoda 706 R o mocy po 135 KM, a silnik wysokoprężny Maybach wymieniono na Gray Marine o mocy 225 KM, a następnie po kilku latach na Deutz. Okręt po remoncie osiągał prędkość do 14 węzłów. 1 maja 1954 okręt ponownie podjął służbę.
W dalszej służbie w WOP, oprócz zadań dozorowych, pełnił też rolę jednostki szkoleniowej oraz okrętu flagowego grupy dozorowców. W 1955 został podczas sztormu wyrzucony na mieliznę, lecz po kilku dniach został ściągnięty i powrócił do służby.
5 grudnia 1957 kuter został skreślony z listy jednostek pływających WOP, a następnie przekazany jako jednostka szkolna i ratownicza Lidze Przyjaciół Żołnierza, przekształconej następnie w Ligę Obrony Kraju. Po remoncie połączonym z wymianą części wyposażenia nawigacyjnego i pokładowego, pływał od 1959 do 1969 roku na Wiśle, a potem Zalewie Zegrzyńskim, nosząc nazwę KP-1 „Batory”. Stacjonował w Porcie Żerańskim. „Batory” z uwagi na swoje charakterystyki był jednak słabo dostosowany do żeglugi śródlądowej – dla zachowania dobrej sterowności musiał pływać z prędkością, która na Kanale Żerańskim  powodowała silne fale i, według wspomnień, zalewanie wędkarzy na brzegu.
Po wycofaniu z eksploatacji, okres od 1969 do 1973 roku spędził bezczynnie w basenie portu rzecznego na Żeraniu, oczekując na kasację. Ostatnie pół roku znajdował się już pod wodą.

### Okręt-pomnik
W grudniu 1973 został ponownie przekazany Marynarce Wojennej i między 1 a 4 kwietnia 1974 został przeholowany z Żerania na Hel do portu wojennego, do dyspozycji 9. Flotylli Obrony Wybrzeża. Inicjatorem tej akcji był por. mar. Gerard Łukaszewicz. On także dowodził w tym ostatnim rejsie załogą, która oprócz niego składała się z bosmana Zenona Płachty, mata Andrzeja Okroja oraz marynarzy Jana Pacholskiego, Michała Nitza, Krzysztofa Szczecina i Adama Klimasa. Wraz z nią płynął redaktor Mieczysław Kuligiewicz, autor jedynej monografii poświęconej temu okrętowi. W roli holowników na trasie wystąpiło wiele różnych jednostek, zarówno cywilnych, jak wojskowych, a sam okręt miał na burcie ponownie nazwę „Batory”.
Po renowacji w sierpniu 1975 został wbetonowany w cokół na reprezentacyjnym nabrzeżu portu wojennego w Helu jako okręt-pomnik.

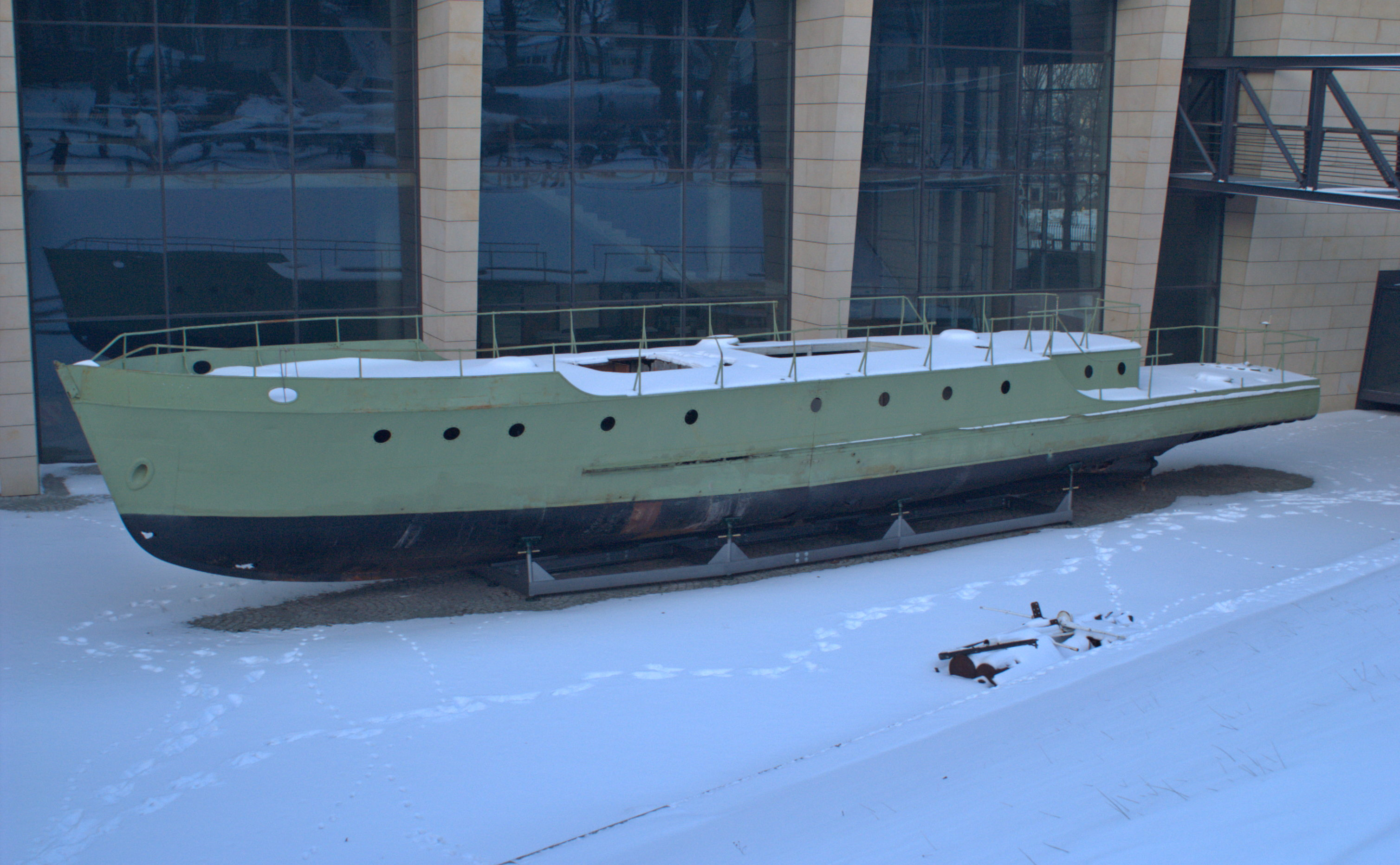

Po likwidacji 9. Flotylli Obrony Wybrzeża i opuszczeniu przez Marynarkę bazy, los okrętu został zagrożony, lecz zainteresowało się nim Muzeum Marynarki Wojennej w Gdyni. 12 grudnia 2009, po wydobyciu z betonowego postumentu, „Batory” został przecięty na pół w miejscu łączenia technologicznego kadłuba i przetransportowany lądem do Muzeum Marynarki Wojennej. Okazało się, że brakuje większości wyposażenia wewnętrznego: silników (zostały one wyjęte przed holowaniem „Batorego” z Żerania na Hel), instalacji, zabudowy pomieszczeń. Ocalał oryginalny telegraf maszynowy. Brak było nawet bulajów. Prace rekonstrukcyjne polegały na remoncie i konserwacji kadłuba oraz odtworzeniu brakujących elementów, widocznych z zewnątrz. Udało się przy tym, dzięki resztkom farby odkrytym w zakamarkach konstrukcji, ustalić i przywrócić pierwotny kolor malowania, który był jasnozielony. Po ponownym połączeniu kadłub został zainstalowany jako eksponat na dziedzińcu muzeum. Istnieją plany rekonstrukcji przynajmniej niektórych elementów wnętrza. Rekonstrukcją miała zająć się firma Gotyk z Lubicza.
2 października 2014, w 75. rocznicę ucieczki okrętu do Szwecji, Stowarzyszenie Weteranów Polskich Formacji Granicznych, dla uczczenia „Batorego” i jego ówczesnej załogi, przekazało dyrektorowi Muzeum Marynarki Wojennej Duży Znak Pamiątkowy Straży Granicznej II RP. Uroczystość odbyła się na tle jednostki.

## Plany i modele
- Plany mikromodelu części nadwodnej w skali 1:400: Stanisław Katzer: Mikroflota. Wydawnictwo Morskie, 1974. Brak numerów stron w książce
- Model kartonowy w skali 1:50: „Kuter pościgowy Batory”, wydawnictwo GPM, numer katalogowy 337, 2012.
- Model kartonowy części nadwodnej w skali 1:72: „Polski kuter pościgowy Batory”, wydawnictwo JSC, numer katalogowy 729, 2007.